# Castillo de Vallada
El castillo de Vallada (provincia de Valencia), conocido también como Castillo de Umbría, es un castillo de origen musulmán situado en el paraje de La Peña sobre un montículo a 553 metros de altitud, desde donde se domina todo el valle del río Cañoles.
Formó parte de la red de castillos de defensa de este valle, junto a los castillos de Játiva, Montesa y Mogente. Demolido parcialmente en el siglo XIV, el castillo resultó nuevamente dañado durante el terremoto de 1748.

## Descripción
El recinto, de forma pentagonal, se localiza en la zona más abrupta de la cumbre, en un extremo sobre el precipicio, de forma que solo podía ser atacado por el oeste, donde se localizaban dos torres gemelas y un muro con pasillo y almenas.
Construido con fábrica de mampostería y tapial, cuenta con otras torres y dependencias, así como aljibe.